# ガチンコ
ガチンコは、大相撲やプロレスにおける「真剣勝負」を意味する隠語である。
同義語はガチ、シュート（英語: shoot）、セメント、ピストル、コンテスト。反対語は「八百長」、大相撲においては「注射」、プロレスにおいては「ケーフェイ」、「ワーク」などと呼ばれる。

## 語源・用例

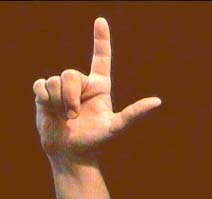
シューティング・サイン

ガチンコ
本来は相撲界の隠語で、語源は力士同士が激しく立合いを行った際、「ガチン!」と音がするところから、真剣勝負を表す隠語として使用されるようになった。八百長とは縁のない力士のことを、俗に「ガチンコ力士」と呼ぶ。
1950年代に力道山が角界からプロレス界に身を投じて以降、大相撲の慣習・文化が多数取り入れられた日本のプロレス界においても、同様の意味で用いられるようになった。
セメント
ガチンコと同義。語の由来は接着剤「セメント」が「ガチガチ」に硬いことからなどとされているが定かではない。
シュート（英語: shoot）
アメリカで誕生したプロレスの隠語であり、カーニバル（祭礼）の射的にその由来がある。シュートを表すジェスチャーである人差し指と親指を立てたハンドサインは「シュート・サイン」、または「シューティング・サイン」と呼ばれ、即ち拳銃を模したものである。日本のプロレス界でも1980年代後半から1990年代にかけてこの用語が使われ始め、真剣勝負を意味するガチンコやセメントとの類語・同意語として広く普及した。なお、シュートを行えるレスラー（プロレスの選手）を「シューター」や、特にそこで使われる関節技の技術に長じたものを「フッカー (hooker)」と呼ぶ。かつてダニー・ホッジが「キレると何をするかわからない」という悪癖から稀代のシューターとしてレスラーの間で恐れられていた。用語の使い分けとしては、試合内容についてはガチンコ、リング外での本気の仕掛けをシュートと呼ぶ場面がしばしば見られるが、明確には使い分けられていない。アメリカではリング内外どちらもシュートと表現する。語句としては「シュートマッチ（セメントマッチ）」「シュート（セメント）を仕掛ける」などが一般的用法である。
ピストル
女子プロレスではピストルと呼ぶのが一般的である。これは全日本女子プロレス創始者である松永高司が提唱したものである。

## 概要

### 相撲
近代において相撲はスポーツであり、本場所での取り組みはすべて真剣勝負、つまりガチンコであることが建前上は当然とみなされている。これに対して、地方巡業などの本場所以外での花相撲ではあえてガチンコをとらず、無気力相撲ともとれる取り組みや地元出身力士に花を持たせるような取り組みが度々行われている。これは花相撲が興行的な側面が強いイベントであり勝敗も番付に影響しないこと、相撲がもともと過酷な格闘技であること、などの理由がある。昭和前期の大関名寄岩には「花相撲で部屋の横綱である双葉山に勝って師匠に怒られた」という逸話がある。
大相撲の真剣勝負性に関しては、そもそも格闘技で年90回（十両以上は1場所15番×年6場所）もガチンコで試合を行うというのはアスリートの肉体的に無理であり、それを行おうとすれば力士の生命に対する危険はより高くなってしまうという意見もある。
また、古くから人情相撲というフレーズもある。

### プロレス
1920年代にエド・ルイスらが「トラスト」と呼ばれるプロレスラーの組合を結成して以降、プロレスはブックと呼ばれる事前の打ち合わせに基づいて試合が行われるようになった。しかしながら選手間の人間関係の悪化などの理由により、しばしばその打ち合わせを無視して試合が進行する場合がある。このような試合をガチンコやシュートと呼ぶ。この隠語の発祥の地であるアメリカでは、リング内の真剣勝負のみならず、リング外でのストーリー破りもシュートと呼んでいる。また、レスラーは試合をファンによる乱入により妨害された場合には、乱入者に容赦ない攻撃を加えることがあるが、アメリカではこれもシュートと呼ばれる。日本ではリング内はガチンコ、リング外はシュートと呼んでいたが、リング内での真剣勝負もシュートと呼ばれる機会が増えている。
ガチンコが誘発される「人間関係の悪化」の要因は様々である。古くから存在する要因としては、金銭トラブルなど当事者のプロレスラー同士にプライベートでの直接の怨恨関係があった事例、プロレス団体が事前に設定したアングルやブック(特にタイトルマッチや、グリーンボーイの売り出しに絡む試合)に当事者のプロレスラーのどちらかでも納得しないまま強引にマッチメイクが行われてしまった事が遠因となっている事例が挙げられる。
プロモーターにとって意図しないシュートは「商品」であるプロレスラーの価値を下げる行為であるため、プロモーターの許可なくシュートを行ったレスラーに対して「制裁」が加えられることがある。
日本では、メジャー団体経験者にローカル・インディー団体や学生プロレス出身者が挑むケースなど、試合を行うプロレスラーの実力差が極端に大きい場合、強者の側が単純な制裁目的で弱者側に一方的な攻撃を加え続けるしょっぱい試合に限りなく近いガチンコの他、弱者側が練習不足などの要因により難易度の高いプロレス技を危険な角度で決めてしまったり、打撃技をダメージの大きな当て方で当ててしまった場合(俗に「カタい」攻撃とも言われる)に、強者側が逆上する事で全く突発的にガチンコが始まってしまう場合もある。近年ではブログやSNS等における弱者側のプロレスラーによる日頃の発言や態度が遠因となり、強者側による制裁じみたガチンコが発生する事例も散見される。
ガチンコは実際にストリートファイトのような潰し合いが始まってしまった試合だけでなく、(睨み合ったままいつまでも試合が進行しない、不可解な挑発が行われた末に相手が試合を放棄してしまう等の)明らかにブックに則っている進行とは思えないような異常な展開を辿った試合に対しても、「不穏試合」といった名称で認定される事も少なくない。
シューターに分類されるプロレスラーが絡む試合の場合、相手の実力を試すなどの目的により、シューターの任意の判断で意図的にガチンコが仕掛けられる場合もある。また、プロレス興行を企画するプロモーターは、自身との間に何らかの遺恨を抱えたプロレスラーを制裁する目的や、実力が未知数のプロレスラーを試す目的で、こうしたシューターを用いたマッチメイクを行う事がある。
シュートは選手の格やマッチメイカーによって試合の勝敗をあらかじめ決めることなく、両者の実力によって決着を着ける意としても使用されることがあり、佐山聡が創設した総合格闘技である修斗及び立ち技格闘技のシュートボクシングの由来となっている。
「女子プロレス終わらない夢 全日本女子プロレス元会長 松永高司」によると全女の試合は基本的にシュート（ピストル）で行われていた。また、デビル雅美も「kamipro」146号誌上において「タイトル戦はシュートだった」と語っている。プロレスにおける実力主義についてはストロングスタイルも参照。
ただし、シュートという概念はそれ自体がアングルとして用いられることもあり、上記の試合についてそのような見方をする人も少なくない。このアングルをあたかもシュートであるかのように見せる手法は、海外では「ワークト・シュート（Worked shoot）」と呼ばれストーリーを盛り上げる演出としてポピュラーなもののひとつである。

## 有名なシュート事件

### セメントマッチ
1925年のウェイン・マン対スタニスラウス・ズビスコ
「マッチメイク破り」としては史上最古の例と伝わる。マンが勝つ筋書きになっていたところズビスコが「ブック破り」を行い、シュートの実力で劣るマンを一方的に攻め、フォールしてしまった。旧NWAの世界タイトルマッチの体で行われた試合での出来事であったためズビスコは関係者から危険人物とみなされるようになったが、一方で事情を知らない一般のファンからは多大な人気を集めた。この反省を活かして旧NWAはシュートに対応できる実力者を王者にするようになったと言われている。
1954年12月22日の力道山対木村政彦
予定では引き分けで終わるはずであり、試合も途中までは相互に技を掛け合う普通のプロレスとして進行していたが、木村の蹴りが力道山の金的に入ったように見える場面の直後、力道山は豹変し、突然本気のパンチを浴びせる「ブック破り」を行うと、困惑する木村を一方的に打ちのめした。成り行きに多くの謎があり、その後も両者の間に禍根を残したことから、多くの作品の題材とされた。
また、この日の興行の前座では、芳の里が対戦相手の市川登（全日本プロレス協会所属）に不意打ちで数十発の張り手を見舞い昏倒させるシュートを仕掛け、昏倒した市川は脳に重い障害が残り1967年末に死去。この突然の暴挙は、当時絶対的に逆らえない存在であった力道山からの命であり、「市川を殺せ」と食事のたびに何度も繰り返し言われていたという。
1964年10月16日のルー・テーズ対大木金太郎（キム・イル）
この試合は「セメント返し」の試合として有名。ヒューストンで実施されたNWA世界ヘビー級王座戦で王者テーズに挑戦した大木はセメントを仕掛けたとされるが、大木が逆に返り討ちに遭って顔面を24針も縫う惨敗を喫したというもので、当時の現地専門誌『レスリングビュー』誌や、日本でも東京スポーツでも報じられ「ヒューストンの惨劇」と呼ばれている。試合は60分3本勝負で行われ、1本目の18分過ぎからの大木の妙な頭突きラッシュに怒ったテーズがヘッドロックに捕らえて顔面パンチを乱打。大木は右目の上と前頭部を切り流血させられ、バックドロップを食らい返り討ちにあった。2本目の試合続行が不可能となった大木は担架で運び出され、救急車で病院送りになった。
後年、大木がセメントを仕掛けたのは、世界王座を奪取を条件としたとある密約話があったからだといわれたが、大木は1964年6月に朴正煕韓国大統領に招かれて大統領官邸の青瓦台裏に剣道練習所を改造したキム・イル道場を充てがわれるなど全面支援を約束されていた。テーズ対大木は他のテリトリーのプロモーターらにとってはどうでも良かったのであったが、ヒューストンのプロモーターであるモーリス・シゲールのみが熱心であった。このときシゲールがテーズ対大木をマッチメークしたのは朴の意を受けた工作員の暗礁とされている。朴大統領から先の約束に対して大木に課せられた使命が力道山の名の襲名と世界王者としての凱旋だとされており、実際に大木は力道山亡き後の「（二代目）力道山」襲名を当時プロレス協会長の児玉誉士夫らを後ろ盾にして要請。これに対し当時の日本プロレス社長であった豊登は世界王座もしくはそれに準ずる王座奪取のあかつきにはとの付帯条件を付けてしぶしぶ了承したとし、後に半強制的に約束させられたとの証言がある。セメントをしかけられた相手のテーズは容赦なく大木を粉砕。結果としてこの計画は水泡に帰することとなった。
1964年11月24日のミスター・カジモト（アントニオ猪木）対 チーフ・アール・ライトフット
猪木武者修行時代にポートランドで起こしたこととして取り上げられている「目玉くり抜き事件」で、猪木と対戦した相手のライトフットは新進気鋭のインディアンレスラーらしかったがデビュー間もないズブの新人だったという。試合中に何もできないライトフットが焦りからか〝やってはいけないこと〟をやったとされ、それに対して猪木が素人レスラーへの報復に眼に指を入れたとしている。シアトルのプロモーター、ハリー・エリオットの証言によるとルール度外視の喧嘩マッチと化し、ライトフットが場外昏倒し、顔面に大ケガをして病院送りになった。このライトフット戦で猪木が同地区から追放処分になったとしている。
猪木とライトフットはこの後12月2日にもタコマでシングルマッチとバトルロイヤルの決勝で対戦し猪木が2戦とも勝利。以降のライトフットは二度とリングに復帰せず、2年後の33歳のとき、何者かに射殺されている。
1973年3月8日の桜田一男対大城大五郎
ジャイアント馬場とアントニオ猪木が抜けた日本プロレスは、坂口征二と大木金太郎がエース格として奮闘していた。日本プロレスの中継番組であり、低視聴率にあえいでいた『NET日本プロレスリング中継』の放送局であったNETテレビ（現：テレビ朝日）は、新日本プロレス中継への変更並びに猪木・坂口合体プランを進めており、1973年1月に新日本プロレスとNETテレビとの間で最終合意に至り、同年2月には猪木・坂口・NETによる合併記者会見を一旦は行った。しかし、韓国に帰国していた大木がこの提案に反発して、これに追従する形で新日本との合併に合意していた選手会や幹部が決定を翻してしまった。坂口はNETテレビの意向と決定を重視したうえで日本プロレスの退団を表明したうえで、坂口に近い小沢正志、木村聖裔、大城大五郎、レフェリーであった田中米太郎を引き連れて新日本プロレスへ移籍する事を決定した。この坂口一派の行動に対し、日本プロレス残留組は「裏切り者」として坂口、小沢、木村、大城に対して試合においてセメントを仕掛けて制裁を企てた。中でもセメントに強かった桜田は、大城に対してセメントを仕掛けることを決断する。
試合当日、坂口、小沢、木村、大城、田中は残留組とは別行動で興行会場の栃木県佐野市へ入り、同市内のビジネスホテルを控室代わりにした。試合は、桜田が積極的にセメントを仕掛けて大城を顔面流血に追い込み、桜田がKO勝ちを収めた。坂口は試合終了後に大城の救出に向かおうとしたが、行けばその場で残留組に袋叩きに遭うだろうと危惧した小沢と木村によって制止させられた。坂口、小沢、木村、大城、田中はメインイベントである高千穂明久VSジョニー・バレンタインのUNヘビー級選手権戦を見届けることなく新日本プロレス道場へ直行した。
なお、この試合以外にも新日本プロレス移籍組への制裁目的のセメントマッチが画策されており、6日前の同年3月2日の横浜文化体育館で行われた、坂口対ジョニー・バレンタインのUNヘビー級選手権戦でも、日本プロレスの幹部が「特別ボーナス」でバレンタインを焚き付けて、坂口に対する制裁目的のセメントマッチを画策していた。しかし、バレンタイン側はこれに応じず、試合では坂口が敗れてUN王座からは陥落したものの、日本プロレス幹部や残留組が期待していた制裁マッチにはならなかった。
この試合翌日には、NETは日本プロレスの中継を打ち切り、新日本プロレスの中継へ変更することが正式に発表され、収録された佐野大会は『NET日本プロレスリング中継』の最終回となってしまった。スター選手が相次いで離脱し、テレビ中継も失った日本プロレスは同年4月に崩壊した。
桜田は日本プロレス崩壊後は全日本プロレスへ移籍したが、1985年に退団したと同時にフリーとなり、ランボー・サクラダへ変身して新日本プロレスへ参戦し、坂口や木村ともコンビを組んでいる。大城は1978年に新日本プロレスを退団した。
1974年8月31日のジョージ・ゴーディエンコ対ローラン・ボック
西ドイツのプロモーターであるグスタル・カイザーは、希代のシューターとして知られていたゴーディエンコとの試合をマッチメイクし、ゴーディエンコにボックに対するシュートを仕掛けるように命じた。これは前年デビューした新人であるボックの実力を試す目的があった。ミュンスターで行われたこの試合は、ゴーディエンコが何処まで真剣に相手を叩き潰せるかをカイザー自身が確認する意図も含まれており、プロモーター側が関与したシュートマッチの実例として知られている。
カイザーの主宰するIBV（Internationaler Berufsringkämpfer Verband）は、1974年7月から10月に掛けて西ドイツ各地を転戦する大規模な興行を展開していた。同年7月22日からこのツアーに参戦したボックは前年デビューの新人ながら8月末までに7割を越える驚異的な勝率を記録しており、ゴーディエンコともこの試合までに9回対戦し、5勝4敗と勝ち越している状況であった。
ボックの回想によると、試合開始直後からゴーディエンコが骨折させることを意図した関節技を仕掛けてくるなど、「今までの試合とは明らかに異なるおかしな展開」を辿ったという。シュートマッチであることを察知したボックは、自らも同じスタンスで挑んだ。結果的にゴーディエンコが勝利するものの、自身も足首を骨折する重傷を負い、事実上選手生命が断たれる（1975年は1試合も行えず、1976年に引退）ことになったという。ゴーディエンコはボックのシューターとしての実力を認め、試合以降二人は親友となった。そして、ボックもまたゴーディエンコと同じく、希代のシューターの一人として他のプロレスラーから恐れられる存在となっていった。
1975年の坂口征二対大木金太郎
前述の桜田対大城のセメントマッチの背景にあった坂口らの日本プロレス離脱、新日本プロレスへ移籍した際に受けた旧日本プロレス選手会組（特に大木）の仕打ちに対して遺恨が残る形で、日本プロレス崩壊後に新日本プロレスで行われた遺恨試合である。
日本プロレス崩壊後に一時、全日本プロレスに合流していた大木金太郎はマッチメイクなどの扱いを巡り、全日本に不満を持つ形で日本テレビとの契約期間中に離脱。一時韓国に戻った後に1979年3月に再び日本に戻った大木は、馬場に加え、アントニオ猪木、ストロング小林に対し対戦を要求。猪木がこれに応じる形で同年10月10日に猪木との対決が実現し、以降は新日本プロレスに継続参戦していた。
そのような中で、1975年に新日本プロレスで行われる「第2回ワールドリーグ戦」の韓国代表として大木がエントリーされた。「ワールドリーグ戦」では猪木や坂口も総当たり戦で対決となるため、日本プロレス離脱時の遺恨を残す坂口と大木の対戦も組まれることとなった。既に大木の新日本参戦時から、坂口は過去の経緯から大木に対して強烈な不快感を示しており、大木がプロモートする新日本の韓国遠征にも坂口は招聘を拒絶し、猪木は韓国遠征のメンバーから外している程であった。大木のワールドリーグ戦参戦表明を受けて、対戦前から双方が挑発しあうなど非常に険悪なムードで、テレビマッチで中継の解説席にいた大木を坂口が襲撃する事態が起きるなど、不穏な状況を孕んでいた。
4月25日の福山大会に両者の予選公式戦が行われたが、事前に裁く予定であったミスター高橋がレフェリングを拒否する異例の事態となり、日本プロレス関係者にレフェリーを依頼するもことごとく拒否されて難航し、結局豊登が臨時にレフェリーを務める事となったが、マスコミによる「ワールドリーグ監視委員会」が「臨時レフェリーで行う事は異常な試合であることを認めた」とクレームを付けたため、結果的に高橋が裁くことになった。試合は予想通りビンタで殴り合うなど大荒れの展開となり、最終的に場外で両者が椅子で殴り合うなど収拾がつかない状態となったため、監視委員会の櫻井康雄の裁定でノーコンテストとなり、改めて5月9日の高松大会で再戦が組まれることとなった。
高松の再戦でも場外で両者が椅子で殴り合う乱闘となり、坂口の強烈な椅子攻撃を頭に受けた大木が錯乱状態となって場外から戻れず、坂口のリングアウト勝ちとなった。
予選結果で2位が猪木、坂口、小林、大木の4人が同点で並んだため、決勝進出者を決めるトーナメントが行われる事となったが、大木が坂口との再戦を懇願したため、監視委員会により大木の希望通りに坂口との対決が組まれた。5月6日の日大講堂大会での3度目の対決も両者殴り合いのセメント・マッチとなる大荒れの展開となり、場外乱闘の末にノーコンテスト裁定で両者失格となった。坂口は前年に続き、決勝進出を逃す形となった。
大木はこの試合を最後に新日本を事実上離脱し、同年9月には馬場への対戦を要求し全日本プロレスに参戦した。以降は両者の対戦はなくこの遺恨試合は結局この3試合のみに終わっている。
後に新間寿は、この大木対坂口戦について、このカードが行われる以前に、電車の中で偶然を装い二人を対面させ和解させていたので、喧嘩ファイトとして知られているが、この試合はあくまでプロレスの範疇だったとしている。
1976年2月1日のミル・マスカラス対ホセ・アサリ
グアテマラで行われたALLL王座決定トーナメントで勝ち進んだ両雄が決勝で対戦の際に、大会のプロモーターでもあったアサリが試合途中でシュートを仕掛けたという。
マスカラスの相手であるアサリは「チアントラの虎」と呼ばれたグアテマラの英雄レスラーで、シュートも得意としていた。またマスカラスと同様に1964年の東京オリンピックを目指していたがプロに転向したという経歴を持つ。
そのまま数分間グラウンドでの展開で進行し、マスカラスがアサリの腕を固め逆関節を極めて試合を終わらせることになる。この結果地元の大英雄の敗戦で会場のテオドロ・パラシオス・フローレスに集まった4万強のファンは失望し、その後主催した興行会社も負債を背負って倒産している。
1976年6月26日のアントニオ猪木対モハメド・アリ
当時のプロボクシング世界ヘビー級王者であったモハメド・アリが「俺に挑戦する奴はいないのか。相手はレスラーでも誰でもいい」というリップサービスを行い、それに猪木が呼応したことに端を発する。後日実現した試合では双方が終始相手のスタイルに付き合わず、「世紀の凡戦」と痛烈な酷評を浴びた。
しかし近年になって、事前に交わされた契約交渉の段階から既に激しい摩擦があったことが関係者の口から明らかになっている。また、試合中猪木に執拗に脚部を蹴り続けられたアリは血栓症を発症、帰国後治療のため入院を余儀なくされた。
結果としてこの対戦によって猪木は『モハメド・アリと闘った男』という世界的な知名度は得たものの、多額の負債を背負うことになる。アリは前述の血栓症が原因ともいわれる体調不良からスケジュールを狂わせるなど、両者共に決して実り多きものとはならなかった。
1976年8月7日のウィレム・ルスカ対イワン・ゴメス
新日本プロレスのブラジル遠征で行われたこの一戦はセメント試合に発展しバーリトゥード戦と化する。
同年の2月にアントニオ猪木と激闘の末、敗れたルスカは再戦を迫っているという体裁で新日本のブラジル遠征に参加。遠征初日のリオデジャネイロ市マラカナン体育館に約7000人の大観衆を集めた大会。メーンでのカードとしてそこで組まれたのがこの一戦。
ゴメスはカーウソン・グレイシーからグレイシー柔術を学び、1974年12月に新日本がブラジル遠征した際に王者と称して新日本へ接触を試みる。お互いの寝技や関節技に関し、自分らと異なる、見知らぬ技の存在に興味を持ち猪木に弟子入りする。同年から約2年間、留学生という形で新日本にてプロレス修行を積み、ブラジルでバーリトゥード王者に君臨。当時バーリトゥードはレスリングや柔術をベースにして素手で戦う実戦的格闘技を称していた。UFCなどで認知される迄、専門誌では「バリツーズ」などの表記がなされていた。
後年この試合に触れたルスカは、3分程でKO勝ちしたとの認識も加味して思いのほか印象が薄く、記憶はおぼろげだと述懐した。また試合に先立ち、アントニオ猪木からは出来る限り試合時間を長くしたほうが良いとアドバイスを受け、じっくりと展開するつもりであった。
しかし、開始早々ゴメスのパンチ攻撃に、ルスカも呼応して顔面に右ストレートを叩き込みはじめる大荒れの様相となる。ルスカの放つ顔面への鉄拳攻撃で、ゴメスは右目尻から大流血。ゴメスが寝技にもちこみルスカをフロントネックロックで捕らえるが、ルスカもゴメスの体に覆いかぶさる。かくしてプロレス興行の場で、柔道出身者同士のバーリトゥード形式による異種格闘技戦となった。
その後、エプロンサイドでゴメスがルスカの背後に回り、スリーパーを極めた状態のままルスカの首を絞め続けた。そして、9分03秒でエプロンカウントアウトの裁定が下される。体がリングから出ていた為、ゴメスのエプロン位置における10カウントでのリングアウト負けと判定。この裁定は専らレフェリーが壮絶な試合を終わらせるための処置だとされている。
地元の英雄の敗退とプロレス流の不可解な裁定に観衆は激怒し、不服な様子のゴメスと観客の怒りを猪木が収めた（当日、猪木はアベ・ヤコブに勝利）。
この結果リオデジャネイロ市体育協会が、レフェリーを務めたミスター高橋とルスカに対し「ブラジル国内でのあらゆるスポーツに永久出場停止」という処分を下したとされる。なおゴメスは９針を縫う重傷を負った。
一方のルスカは猪木からポケットマネーによる小遣いを支給され、観光旅行を楽しんだという。
白夜ムック「マット界スキャンダル『機密文書』」（白夜書房、2005年　ISBN 978-4861910425）での、ライターの渋澤恵介の見解ではルスカの優勢勝ちであり、注釈にて「そのまま試合が続けばダメージが大きいゴメスをルスカが破った可能性が高い」と記している。
月刊プロレス1976年10月号によると、遠征ではこのほか2大会が行われ、ゴメスはその後ストロング小林、木戸修と対戦。如何しても負けたくないゴメスはセメントを仕掛け勝利している。
1976年10月9日のアントニオ猪木対パク・ソン
1976年12月12日のアントニオ猪木対アクラム・ペールワン
アントニオ猪木が行ったパキスタン遠征（前述のアリ戦で背負った多額の負債返済のためといわれている）で起きた、当地で英雄と称えられていたレスラー、アクラム・ペールワンとの対戦とそれに纏わる事件。全くのノーブック・マッチであったとされ、それについては当時猪木に同行した藤原喜明やミスター高橋など複数の関係者が明言している。なお、この「ノーブック勧告」は試合の数時間前に初めてペールワン陣営から突き付けられたという。単なる海外でのプロレス興行と思い込んでいた猪木陣営にとっては、この一方的な「潰し予告」ともいえる要求は全く不測の事態だった。
試合は、ラウンド初めからロックアップし普通に組みあって進み、グラウンドに移行する展開。
ラウンドが進むにつれ、グラウンドに移行後、両者が噛み付きや目突き（ペールワンは片目を失明したといわれている）などを応酬する凄惨なものになり、最終的には猪木がペールワンの腕をアームロックで脱臼させ勝利を収めた。ブレイク後、猪木は「折ったぞー!」と雄叫びをあげ、リング上でもみ合う両陣営の関係者を押しのけるように両腕を高々と振り上げた。このことについてミスター高橋は自著の中で「リング上で叫ぶ猪木の表情は、すでに正気のものではなかった」と述懐している。また、猪木のセコンドについていた藤原の弁によれば、ペールワンの勝利を信じて熱狂的な声援を送っていた観衆が一気に静まり返るのを感じ「もう俺たちは日本に帰れない」と絶望感を覚えたという。猪木本人は興奮のあまりほとんど記憶がないとのことだが、ふと我に帰った瞬間ライフルを携えた兵士の姿が目に入り、急に恐ろしくなったと『リングの魂』内の談話で述べている。
試合後の猪木は憔悴しきった様子で「あいつ、（アームロックが極まっても）参ったしないから…」と語り、終始表情は曇ったままであった。
なお猪木は引退後、この試合が収録されたDVDの中で当時のことを解説している。ペールワンの腕を脱臼させたことについては、「僕はレフェリーに『折れるぞ。試合は終わりだ』と言ったんですが試合を止めないし、相手（ペールワン）もギブアップしない。それで思い切って力を入れたら、腕がバキバキと音を立てて折れてしまった」と述べており、あくまで事態を終息させるための最終手段だったという。その一方でペールワンに仕掛けた目突きのように見える行為は「フェイスロックを極める際の流れがそう見えるだけで、反則（目突き）ではない」としている。
この試合の結末が影響してか、ペールワンの兄であるアスラムと猪木が対戦する予定だった第2戦は中止になった。
1977年12月8日のアントニオ猪木対グレート・アントニオ
1961年に日本プロレスに来日し、路線バスを引っ張るなどのパフォーマンスで話題を集めたグレート・アントニオを新日本プロレスが16年ぶりに招聘、猪木とのシングル戦をマッチメイクした。新日本プロレスは、もともと招聘予定の無かったアントニオが突如来襲したという設定でシリーズ開幕戦に乱入させ、日本プロレス時代と同様のバス引きパフォーマンスを行うなどの話題作りを図ったが、当時52歳のアントニオは16年前より体力が衰えており、北米でも1971年を最後に試合を行っていなかった。折しも同時期、ライバル団体の全日本プロレスは世界オープンタッグ選手権を開催中で、話題を集めていた。
このような背景の下で始まった試合は、ゴングの後しばらくの間は猪木がアントニオのコミカルな動きに付き合おうとする姿勢を見せるが、アントニオは猪木の攻撃に付き合わない。アントニオが猪木の背骨に対して強烈なハンマー・パンチを数発見舞った直後、猪木はアントニオに強烈なビンタを放ち、さらにアントニオをタックルで転倒させると、その顔面にサッカーボールキックを連発。さらにストンピングを浴びせるとアントニオは鼻骨を折られ戦意喪失してKO負けとなった。結果として、アントニオ戦は猪木のレスラー史上最も凄惨なシュートマッチとして記憶されることとなった。
1983年3月23日の藤原喜明対キラー・カーン
テレビ中継もない新日本プロレスの地方大会で、当時前座選手にすぎなかった藤原がスター選手のキラー・カーンを手玉に取った試合。
開始早々、藤原はいきなりカーンに殴りかかり、そのままコーナーに詰めてラッシュをかける。カーンの顔面が腫れ上がるがそれでも決して倒れなかったため藤原は一方的にグランドに引き込み関節技を仕掛けるなど、カーンは防戦一方になってしまい、明らかなブック破りで見かねた長州力とマサ斎藤が乱入し、強引に試合を終わらせている。
アメリカのWWF地区でアンドレ・ザ・ジャイアントの脚を折った男として凱旋帰国したカーンは、当時スーパースターとなり、MSGにおける1試合あたりのギャランティーの額など自慢話をするカーンに藤原は苛立っていた。そのため、カーンが試合でリングに上がる際、藤原は梯子を故意に逆さに出すなどの嫌がらせをしている。そのことにカーンは怒り、宿舎に戻っても二人が揉めていたため、リングで決着をつけろという猪木の鶴の一声で、翌日急遽試合が組まれることになったという。
対戦カードが正式に伝わると試合前の合同練習に藤原の姿はなく、藤原はひとり体育館の大きなカーテンを結んでサンドバッグ代わりにしボクシングの練習を始め、その後も若手選手にミットを持たせてパンチの練習ばかりしていたという。
1983年11月3日、蔵前国技館での前田日明対長州力
前田は1987年11月19日、後楽園ホールでの「長州力顔面蹴撃事件」が知られているが、伏線とされているのが4年前のこの試合である。前田が長州のサソリ固めで、レフェリーストップ負けを喫するが、これは前田によると「マッチメイク破り」されたものとしている。
1985年11月22日のデビッド・サンマルチノ対 "ビッグ" ロン・ショー
セミファイナルでベテランジョバーのロン・ショーが、地元に凱旋した若手の二世レスラー（ブルーノ・サンマルチノの息子）であるデビッドをボディスラム7連発で一方的に叩きのめした試合。デビッドの起用法を巡るブルーノとビンス・マクマホン・ジュニアとの対立が遠因にあるともされる。WWFの全米進出を背景に、非常に高い知名度を誇るブルーノを現役復帰させるストーリーラインの最中に起きた騒動であり、1980年代のWWFでも屈指の不穏試合であると言われている。
1986年4月29日の前田日明対アンドレ・ザ・ジャイアント
1986年6月3日のヒロ斉藤対橋本真也
ジャパンプロレスの一員として出戻りしてきたヒロ斉藤を、橋本が技を受けず蹴りまくり手の甲を骨折させたという。当時新日本プロレスには前年にUWF勢が復帰し、今度はジャパンプロレス勢が帰ってきたが、橋本が師事していたドン荒川から「（ジャパン勢は）移籍のたびに大金を貰っている」などと吹き込まれ「新日本を一度出た人間が注目されることが許せなかった、試合前から今日はやる」と言っていたともされる。
試合後、ジャパンプロレス勢の控室から壁にドンドンぶつかるような音と怒声が聞こえていた。橋本は長州力とマサ斎藤の二人から制裁を受けて椅子で殴られていたという。なかなか収まらず、観客もリング上の選手もそちらに気を取られている状態となってしまった。橋本は鼻血を出してあおむけで倒れていたという。
1987年7月18日の神取忍対ジャッキー佐藤
ジャパン女子プロレスでプロレスデビュー間もない頃の神取忍が、同団体のエース格だったジャッキー佐藤との試合でシュートを仕掛けた。諸説あるが、両者の意見の食い違いが主な原因とされている。試合前に神取は「今日はジャッキーさんを30秒で倒す」「あっという間に終わらせたらお客さんに申し訳ないから、初めの5分はジャッキーさんに合わせる。だから5分30秒かな」とシュート予告ともとれる発言をしていた。
試合開始から数分後、神取が突然ジャッキーの顔面をパンチで殴り始める。ジャッキーは一旦場外にエスケープし、ここからセメントマッチが開始される。この際、異変に気付いたリングサイドのレスラーたちから「神取、何をやってるんだ」「やめろ」と怒声が上がり、観客からは「プロレスをやれ!」と野次が飛ばされる異様な状況に陥る。ジャッキーも神取の顔面にパンチを浴びせるなど応戦するが、さらに神取はジャッキーに対してアキレス腱固めや袈裟固めなどで執拗に攻め立て、最後はチキンウィングアームロックでギブアップを奪った。この試合はジャッキーが喫した生涯唯一のギブアップ負けである。後に神取は「関節技は全部本気で極めにいった」と明言している。試合終了後のジャッキーの顔面は無残に腫れ上がり、極められた腕は脱臼していた。ジャッキーはこの試合から程なくして引退しており、神取戦における惨敗が要因のひとつという評もある。
後年、インタビューを受けた神取は「ジャッキーさんの心を折るために仕掛けた」と語る一方、喧嘩マッチとして語り継がれていることに関して「あの試合は喧嘩じゃない」と述べている。また、最盛期のジャッキーを知る北斗晶は恐ろしい性格であるジャッキーを恐怖に追い込んだ神取は相当強いと感じたそうである。
1991年4月1日の北尾光司対ジョン・テンタ
SWS神戸大会で北尾が全くテンタと手を合わせようとせず、目潰し（サミング）の構えをとるなどして威嚇した事件。結果としては何事も起きず未遂に終わっている（裁定は北尾の反則負け）。だがその直後に解説席のマイクを奪った北尾が「八百長野郎この野郎!八百長ばっかりやりやがって!!」「お前ら、こんな試合見て面白いのか!」と暴言を発した。その後も控室に戻った北尾は椅子やテーブルを投げ付けたのをはじめ、マッチメイカーのザ・グレート・カブキと取っ組み合いの乱闘となるなど荒れ狂い、挙句の果てには「フリー！フリー！もう辞めた!!」と絶叫して会場を去ったとされる。
北尾の「八百長」発言は翌日のスポーツ紙は問題視する形で報道し、すぐにプロレス業界全体を巻き込む大問題へと発展した。この試合の2日前（同年3月30日）にも北尾とテンタは東京ドーム大会でのシングルマッチで対戦。北尾はフォール負けし、自身の試合が終わると、大会の全カード終了を待たずして会場から去ってしまう事件を起こしている。「八百長」事件後の一部週刊誌では、相撲時代の番付では遥かに格上の自分が、テンタ相手に「負け役」を喫する不満が募っていた事も事件の一因ではないかと指摘されている。北尾が荒れた遠因としてSWS団体内の派閥対立が背景にあり、特にエースであった天龍源一郎やマッチメイカーのカブキに対する不満を持つ関係者が北尾を焚き付けたという説も取り沙汰されているが、真偽は明らかになっていない。
北尾本人は神戸大会の試合直後、周囲に対し意気揚々と「どうだ、盛り上がっただろう?」と話すなど、重大なトラブルを引き起こしたとは思っていなかった。だが、プロレス界全体を巻き込んだ影響の大きさから、この試合を最後に3日後の緊急理事会で北尾はSWSを解雇されている。当該事件から数年後、WARで再戦が行われたが、総合格闘家に転向していた（当時PRIDEにも参戦している）北尾は終始いきり立つ様子で試合を進め、格闘技然とした展開となってしまい呆気ない幕切れとなった。
1991年4月1日の鈴木みのる対アポロ菅原
上述した北尾対テンタ戦と同日カード。UWF系スタイルのレスリングである藤原組の鈴木に、元来のプロレススタイルである菅原側が自身の負けブックを飲まずセメント行為を仕掛けたという一戦。
試合開始直後から菅原の手四つに鈴木が距離を取って以降互いに退け合うようにし、鈴木は張手を、菅原は前蹴りを放ち、まともに組み合おうとしない展開になり、互いが距離を取って相手の様子を見るという状況が延々と続く。
鈴木はその行為に対して徐々にコーナーに追い詰められ、菅原に頭突きを見舞う一方、業を煮やした菅原の顔面に掌底攻撃で応酬。双方の反則攻撃により、まともに試合が成立しないほど泥沼の様相になった。レフェリーのミスター空中が間に入り注意をした所で、そのジャッジに呆れた菅原が一旦リングを降りて試合を中断するが、レフェリーは即ゴングを要請した。レフェリーばかりか、鈴木側も本人、セコンド陣営ともに菅原が仕掛けていると気づくが、鈴木は最後まで距離をとっての適当な打撃で取り繕い、結局シュートにシュートで対処できなかったことが露見した。試合放棄とされた菅原は後に罰金の処分を科された。
菅原は試合の3～4日前、新横浜の道場で偶然、メガネスーパー（SWSの親会社）の田中八郎社長と二人で会話する機会があった。田中から「菅原くん、今度の試合は楽しみにしてるから」と言われ、菅原が「社長、今度の試合は難しい試合になると思います」と答えると、田中は「どうして？おもいきり、やっつければいいんじゃないの」と返したという（田中はプロレスの試合を真剣勝負だと思っていた）。菅原自身は対戦相手に恨みはないが、当時の藤原組の選手たちは「自分たちは真剣勝負で強い」という発言をしばしば行っていたため、仮に自分が「プロレス」で鈴木に負けた場合、プロレス界の人間は額面通り結果を受け止めないが、裏事情を知らない田中やメガネスーパーの幹部たちに「真剣勝負で弱いやつ」とレッテルを貼られる、そのことを危惧したという。
1992年10月23日の高田延彦対北尾光司
日本武道館で行われた「格闘技世界一決定戦」と銘打たれたビッグマッチとして行われた試合。この試合は当初、時間無制限一本勝負を予定されていたが、「北尾の代理人」を名乗る人物が強硬な態度でこれを拒否し、試合直前になって3分5ラウンドの変則ルールに変更された。この他にも北尾側は理不尽な要求を繰り返し、試合直前になってもクレームをつけて試合放棄をほのめかしたため、交渉役を務めていた宮戸優光が北尾の控え室へ駆け込んでいき怒声を上げたという逸話が残されている。結局この試合はブックの了承も不透明なまま開始され、北尾は3ラウンド46秒に高田が放ったハイキックを顔面に受けダウン、KO負けを喫した。この試合ついては諸説あるが、本来は判定による引き分けに終わるはずだったにもかかわらず、無警戒の北尾に対して高田がハイキックを叩き込んでKOしたとされている。この一戦は、過去の北尾の言動を快く思わなかったプロレスファンの溜飲を下げ、前田日明と比較して目立たなかった高田の名前を上げることになり、北尾に対する幻想は大いにそがれることとなった。
1993年のジェンヌゆかり対遠藤美月
当時LLPW（現:LLPW-X）のキャラクター路線で一定の人気を得ていたジェンヌゆかりが、宝塚風のキャラクターで再デビューとなった遠藤との一戦。試合途中から遠藤がシュートを仕掛け一方的にジェンヌを蹴り上げる事態に発展。明らかにジェンヌは戦意喪失していたが遠藤の攻撃は収まらず完勝に終わる。日頃から団体のエンターテイメント路線に反発していた遠藤に対し、同じ格闘技路線のジェンヌがキャラクターレスラーへの転向を受け入れ、ファイト内容も再デビュー前と変わらず精彩を欠いた事による戒めと思われる。ジェンヌの再デビューは、テレビ番組とのコラボレーション企画で、当日セコンドに立っていた番組出演者と遠藤が一触即発となる事態となり企画も打ち切りとなった。
1993年の北斗晶対神取忍
1993年4月2日の横浜アリーナおよび、同年12月6日の両国国技館の2大会で行われた試合。この試合は当初からシュートと公言していたため、セメントマッチの中でも女子プロレス史における伝説の名勝負となった珍しい例である。
1993年12月4日のウィリー・ウィルキンス・ジュニア対アステカ
ルチャ・リブレのみちのくプロレスで、シュートマッチにこだわるアステカに対し、主宰であるザ・グレート・サスケは呆れ果て、UWF参戦経験があるウィルキンスJrとシュート形式での10分ポイントマッチを組んで行われた試合。結果アステカは10分内に5度もギブアップさせられる羽目になる。
1994年7月14日の前田日明対ディック・フライ
RINGS大阪府立体育会館大会のメインイベントの一戦。試合開始1分が経過した辺りで、フライが前田に対し掌底をラッシュで浴びせていく。その際、前田の目をめがけてフライが故意に指を入れたと感じた前田は逆上し、フライに対し掌底ラッシュで反対側のコーナーまで追い詰めダウンさせた。起き上がり再び前田の顔面に掌底を向けるフライに前田の怒りは収まらず、逆にフライを滅多打ちにして倒すと、グラウンドに移行して足の逆捻りでギブアップを奪う。わずか174秒での勝利となったが、前田はさらに敗者の背中を踏みつけ、うずくまったままのフライに怒号を浴びせた。この行為にハンス・ナイマンらフライのセコンド陣がリング内に入り、あわや乱闘寸前となる。その後もナイマンが前田の控室に入っていくなど緊迫した場面を見せていた。前田は試合後「10年ぶりにキレた」と語っていた。
後に、リングの魂やリングスのネット番組でおけるの前田の証言によると、試合序盤から反則のサミング攻撃を仕掛けてきたので、それに対応すべくフライをボコボコにして倒したという。その際のフィニッシュホールドは「フッキング」の一つでカール・ゴッチ直伝の殺し技だとし、技が完全極まるとひとたまりもなく、即ギブアップするという。このときは緩めて使っていたというが、普段は自主的に禁じ手にしていたという。
ただし、ターザン山本はこの試合について「ブックである」とKAMINOGE誌のインタビュー上で言及している。
1997年10月の川田利明対高山善廣
日本武道館におけるセミファイナルでの両者2度目のシングルマッチ。二人は周囲に明かさず「最初の5分はシュ－トで」と、事前に申し合わせていた。当時「U系は大したことない」と頻繁に発言していた川田が高山は癪に障り、それならと持ち掛けたとされている。
開始5分頃まではスタンドで高山の一方的な展開に対し、リング下にエスケープする川田という展開が続く。
6分を過ぎた辺りで初めてロックアップを組み、以後プロレスの試合に移行。結果川田がフォール勝ちしている。試合後の川田は高山に対して「蹴りは全然効いていないし高山とはこれで終わりにしたい」とコメントしたが、シュ－トで圧倒された川田は、わだかまりがあったのかその後の後楽園ホールにおけるシングルマッチでの再戦で高山をノックアウトする。これは川田の一方的なブック破りでシュートを仕掛けたとされ、先の一戦が絡んでいると言われている。
1998年2月9日のビル・ゴールドバーグ対スティーブン・リーガル
WWFとのマンデー・ナイト・ウォーズが佳境に入っていた1998年、WCWはWWFのアティテュード路線に対抗するため、ゴールドバーグを「無敵の超人」として売り出し始めた。連勝記録を重ねるゴールドバーグに対してジョバーとして短時間で敗戦するようWCWに命じられたリーガルは、WCWマンデー・ナイトロで組まれたシングルマッチで、ゴールドバーグにシュートマッチを仕掛けた。
エルボー・パッドを強烈にヒットさせ、ロープワークを拒否し、得意のグラウンドレスリングでゴールドバーグに一矢報いようとするリーガルであったが、未知の試合展開に対するゴールドバーグの適応力も素晴らしく、寝技や関節技の攻防でも次第にリーガルと互角の勝負を見せるようになっていった。そして最後にはスピアーからジャックハマーへ繋ぐフィニッシュ・ムーブをリーガルに決め、ゴールドバーグが辛くも勝利を収めた。
他のシュートマッチと比較すれば、割合まともな試合展開を辿った一戦ではあったが、WCWはブックに定められたワークを越えてゴールドバーグに激しい攻撃を加えたリーガルの態度を問題視し、この一戦の後にリーガルを解雇、リーガルはWWFへと移籍する結末となった。
1999年1月4日の小川直也対橋本真也
ライバル抗争を繰り広げられていた橋本真也に対し、小川直也が執拗な顔面へのパンチ（プロレスで顔面パンチは反則行為である）や、倒れた橋本の頭部を思い切り踏みつけるなどの攻撃を繰り返した試合。橋本も小川に対して反則技である脊椎への攻撃を仕掛けるなど報復を行った。
一方的に攻撃を受け続けた橋本はKO（裁定は無効試合）され、直後に小川が挑発的な言動を行ったことから場内は騒然となった。これにより試合後、両選手のセコンド同士による大規模な乱闘が発生。小川のセコンドをしていた村上和成は、飯塚高史に顔面を踏まれ一時昏睡状態に陥るほどの大怪我を負う。さらに事態は紛糾し、当時の現場監督の長州力が小川に詰め寄り怒声を上げる姿がテレビで放映された。この際に長州は小川に対して「これ(シュートで橋本を潰す行為)がお前のやり方か!」と繰り返した。また、橋本がKOされた際にゴングを鳴らしたのはリングアナの田中秀和の独断によるものである（「何とか収拾を付けたかった」と本人が後に語っている）。
なお橋本は試合後の検査で鼻骨を骨折していたことが判明し、長期離脱を余儀なくされた。
2000年8月5日の垣原賢人対大森隆男
同日に旗揚げしたプロレスリング・ノアのセミファイナル6人タッグマッチ「小川良成&垣原賢人&池田大輔 VS 大森隆男&高山善廣&浅子覚」内での出来事。全日本プロレス時代のユニット「アンタッチャブル」と「ノーフィアー」の抗争を引き継ぐ形での対戦であり、この試合が首の怪我からの復帰戦でもある垣原はオープンフィンガーグローブを着用して登場した。試合開始からしばらくして垣原と大森が対峙したが、試合権を得た垣原は組み合おうとせずにボクシングの構えを見せ、コーナーポストに大森を追い詰めてボディブローから顔面ストレートの連発を放った。対する大森は技を受けたまま面食らった様子で全く応戦出来ずにいたが、自らタッチしてリングに入った高山が「そうくるなら。」と頷き、両腕を構えて打撃戦を繰り広げた。かつてUWFインターナショナルの先輩後輩の関係でもある両者とそれを彷彿とさせる展開に場内は沸いたが、その後も垣原は大森のみならず、高山や浅子にも一方的な打撃を貫いた他、パートナーである小川や池田との連携に加わらないなどの動きが目立った。結果は垣原が浅子からギブアップを奪い取ったが、レフェリーからの勝ち名乗りも拒否し、1人で早々と退場。試合後のインタビューでは「苦しい練習をやってきた成果を見せる手段と言うのが(オープンフィンガー)グローブだっただけ。これからはもっと上を目指します。」と語るも、翌日の旗揚げ第2戦には出場せず、そのまま垣原はこの1試合のみでノアを退団した。
引退直前にインタビューで語ったところによれば、試合後大森から「悪いけど僕にはああいうのは出来ない」と言われたことに失望し、退団を考えるようになったという。また、2015年に垣原が執筆した自伝において退団の経緯が触れられており、全日本プロレスを負傷欠場中に三沢光晴を中心とする選手大量離脱騒動が発生したのが事の発端であった。ノア旗揚げを迎えるにあたって自身のスタイルの確立に悩んでおり、打開策としてかねてから切望していたマスクマンへの変身を決意。オープンフィンガーグローブによる打撃もその構想の一環として組み込んだ。マスクデザインやリングネームも事前に用意した上でアイデアを直談判し、三沢をはじめとする当時のフロント陣からは却下されたが、それ自体に対する反発心はそれほど起こらなかった。一方、幼少期から快く思っていなかった父親との間に確執が生じていた事やリングに集中出来る環境を望んだにもかかわらず所属団体の分裂や解散が相次いだ事、そして前述の怪我による欠場があった事なども含めて、プロレスラー廃業を検討するまでに追い詰められており、旗揚げ戦の試合には参加したものの、翌日以降は再欠場したまま退団に至った。垣原はこの事について自暴自棄に陥っていたとする上で、「どんな個人的事情があったとしても、社会人としてあるまじき行為だった。」と自省する一文を残している。所属選手1人ずつには電話で別れの挨拶をし、快く思わない人間も多かった為、たった5秒で電話を切られたりもしたが、ジョー樋口は「この業界は狭いからまた何処かで一緒にやる事もある。辞める事は気にしなくていい。必ずまた会える。」と励まし、三沢も親身になって相談に乗り、退団に関しては「旅に出すようなもの。」とコメントして咎めなかっただけでなく、垣原の引退試合には花束を届けている。
垣原は後に古巣・全日本への復帰を経て、新日本プロレスに入団。現役引退まで当団体の所属選手として活動を継続したが、2006年には大森が新日本に参戦。試合上での両者の直接的交流は無かったが、その後も頸髄完全損傷の重傷を負った高山の支援興行に垣原、大森それぞれが参加するなどしている。
2004年11月4日のダニエル・ピューダー対カート・アングル
2004年10月、WWEの第4回タフイナフチャレンジで優勝し、WWEとの契約を獲得した総合格闘家ダニエル・ピューダーは、2004年11月4日ミズーリ州セントルイスでのスマックダウンに参加。そしてスマックダウン内リアリティーショーのタフイナフで発生。
カート・アングルと対戦した際ピューダーは急遽アングルにシュートマッチを誘われ、ガードポジションからのキーロック（ダブルリストロック）を極めるも、異変に気づいたレフェリーがピューダーの肩がマットに着いていると判断し素早く3カウント、ピューダーのピンフォール負けを宣言したもの。
かつてのアメリカのアマチュアレスラーで1996年アトランタオリンピックレスリング金メダリストのアングルがスクワットスラスト競争でのファイナリストの挑戦をうけることになっていた。クリス・ナウロッキが競争に勝つが、ナウロッキの勝利者賞はアングルとの対戦であった。アングルはギロチンチョークでナウロッキを素早く倒したが、ナウロッキはなんとかロープにたどり着き、ホールドを破らせた。アングルはその後、ダブルレッグテイクダウンでナウロッキを倒して肋骨を骨折させたアングルは、ナウロッキに別のギロチンチョークを仕掛け、その過程で彼を極めた。アングルがナウロッキを破った後、マイクをつかんで他のファイナリストからの挑戦をあおった。会場にいた総合格闘家であるピューダーは、アングルの挑発に乗った。  アングルとピューダーはポジションを争い、アングルはピューダーをテイクダウン。しかしその過程でピューダーは下からキムラロックでアングルの腕のロックを試みた。ピューダーは覆われる形でアングルの腕をキムラに閉じ込めた状態となるが、角度的にダウン状態のピューダーの肩がマットに付いていることで、実際にはピューダーの肩が完全にマットに付いていなかったという事実があったにもかかわらず、二人の審判のうちジム・コーデラスはすぐに試合を終了させるためにここで3カウントを宣言。  ピューダーは後に、このときコーデラスが試合を終わらせなければ、アングルの腕折を全国テレビで放映したであろうと主張。デイブ・メルツァーは「これは本気でした。終わらせようとピューダーはアングルに木村ロックを仕掛けていく。審判のうちタズはキーロックをかけにいったとき、ロック許可しませんでしたが、完全に実行されました。こうなったらアングルが動きから抜け出せなかっただけでなく、ほとんどのMMAファイターはすぐにタップしていたでしょうが、明確にアングルはタップできませんでしたので、ピューダーの肩が完全についていなくてもカウントは3を数え、物事を終わらせようとしました。なぜなら、アングルへのロックが数秒長くなったり、ピューダーがホールドをあきらめなかった場合、アングルは手術室の中であったはずだからです。」とし、デイブ・シェラーは「ご想像のとおり、カート・アングルは、タフイナフの出場者であるダニエル・ピューダーにタップアウトするような状態を余儀なくされた後、スマックダウンの舞台裏に満足していませんでした。番組でなんどもチェックマークが付いているのは、おそらく彼の気分を説明するための最良の方法なのでしょう。コンテストは台本のない性質上ピューダーも状況に対処できず、審判がすぐに考えずにピューダーにわからないようピンフォールを数えたが、アングルの状況がこのとき非常に見栄えが悪くなったので、この場合強制的に終わらせる必要があったのが主な理由でした。」とコメントをしている。
ピューダーは2005年9月、WWEのコスト削減を理由に解雇され、総合格闘技へ復帰した。
2010年9月25日の鈴川真一対マーク・コールマン
イノキ・ゲノム・フェデレーション（IGF）で起きた鈴川真一のデビュー戦。コールマンが途中で戦意喪失、テクニカルノックアウト負けとなった一戦。コールマンは開始しばらくするとスタミナ切れを起こす。鈴川は再三に渡り平手打ちでコールマンを追い詰め、コールマンもその都度鈴川を下半身タックルでテイクダウンしたがその後が続かず、鈴川にダメージを与えることは出来なかった。最終的にグラウンドでコールマンは手を振って試合をあきらめた。敗れたコールマンは試合後にリング外に向かって中指を立て、控え室で荒れ狂っていたという。
この試合について、コールマンのセコンドとして帯同していたフィル・バローニによると、コールマンは決め技をヘッドロック・チョークで、試合時間も3分で勝つことになっていたといい、コールマンが後に明かしたところによると、本来であればIGF12月大会でも対戦して、星を分け合う予定だったとされる。結局試合は鈴川に対して最初から何もできず3分経過しても鈴川はタップせず、そのまま試合が続けられシュートに転じたという。ちなみに、コールマンは12月の大会には別の選手と対戦する。
IGF幹部のサイモン・ケリーも、Dropkickメールマガジンで、当然鈴川を売り出したいけどもコールマンも名前があってやはり売り出したかった。ところが鈴川はデビュー戦であり、宮戸優光にも仕向けけられ、がむしゃらにやるしかない一方、コールマンはプロレスがわかっていないし、相手の鈴川も緊張していてわからないだろうと高をくくった上、コンディションも作っていなかったとしている。さらに試合後にはこうなるなら最初からやっていたと、約束破りを抗議していたという。
一方で宮戸優光・GMはkamipro152号でのインタビューでは、あの試合は鈴川選手が必死にプロレスで闘ってコールマンに勝った試合、それだけであるとした。
2011年4月28日のジェロム・レ・バンナ対鈴川真一
IGFのチャンピオンシップトーナメント一回戦として行われた一戦。K-1ファイターのバンナが、元幕内力士の鈴川の、張り手やタックルを全てかわしパンチやキックで計六回のダウンを奪い、最後は右フックで鈴川を失神させてKO勝ちした試合。この試合はバンナ側の要求と鈴川側の要求が合わず、KO、ギブアップのみにより勝敗の決まる異種格闘技ルールで行われた。
2012年12月31日の藤田和之対小川直也
IGFのリングでの両者オープンフィンガーグローブを着用しての一戦。ところが序盤から小川が攻勢で藤田がリング下に落ちると、そこで小川はグローブを外して挑発。藤田もグローブを脱ぎ捨て再開。その後は藤田がテイクダウンを奪い、パンチを振り下ろすところでレフェリーストップとなった。小川は試合後のコメントで藤田にシュートを仕掛けたとし、その後にブログでも仕掛けたことを強調する。小川のこうした行為に対し藤田は、以前の橋本戦同様にアントニオ猪木が仕向けたと激怒した。
2015年2月22日の世IV虎対安川惡斗
スターダム後楽園ホール大会のメインイベントで行われたワールド・オブ・スターダム王座のタイトルマッチで王者の世IV虎（現：世志琥）に対し、挑戦者の安川が世IV虎の顔面付近を殴ったことに世IV虎が激昂し、報復で安川の顔面を拳打で執拗に攻撃し、安川が闘う意思を見せていたためレフェリーの和田京平は試合を止めず続行させたが一方的な展開が続き、危険を察知した和田の指示と安川のセコンドを務めた木村響子の判断でタオルを投入し、世IV虎のTKO勝ちとなった試合。試合後に安川は都内の病院に救急搬送され、頬骨、鼻骨、左眼窩底骨折、両目の網膜振盪症の診断が下された。専門誌でも顔面を負傷した直後の安川の写真が『週刊プロレス』の表紙になった。
後日、この試合は世IV虎のTKO勝利から無効試合に変更され、顔面への過剰な反則攻撃を行った世IV虎はタイトル剥奪及び無期限出場停止の処分を受けた後、自ら引退した。負傷した安川も一時復帰をしたものの怪我の回復が思わしくなく、ドクターストップがかかり引退し、両者ともに後味の悪い幕切れとなった（なお、両者とも後に他団体で復帰した）。この試合に関しては、世IV虎の行為はもとより、明らかに実力差のあった選手同士に対してタイトルマッチを組み、なおかつ調印式の段階で険悪な状態が露見していたにもかかわらず試合を強行したロッシー小川を筆頭とするフロント陣に対しての批判や、危険な状態になっていたにもかかわらず、タオル投入まで試合を止めなかったレフェリーの和田に対しての批判も起きた。一方でこの試合の中継解説を務めたブル中野は、相手の安川についても「試合をせず相手に一方的にシュートを仕掛けていた」と中継内で述べている。
後日フロントによる聞き取り調査で「入団当初から両者は仲が悪く、今回の挑戦や映画など最近の安川の抜擢が非常に面白くないことを世Ⅳ虎が漏らしていた」とされ、「仕事に身勝手な私情を持ち込みレスラーは元より一社会人としても問題がある」と社会的に問題視される事態となった。
2017年3月19日の宮本和志対蟹K★ING
ローカル・インディー団体であるアップルスター・プロレスリング新木場1stRING大会の第5試合として組まれた一戦。メジャー団体である全日本出身の宮本に、社会人プロレス団体である信州プロレス出身の蟹K★INGが挑むという、両者の実力差が極端に大きな構図の下に組まれた試合であった。宮本は蟹K★INGが日頃からSNSで発信しているプロレスに対する態度に怒りを露にしており、試合前から「制裁試合にする」と公言している状況であった。
試合開始直後、蟹K★INGは宮本にドロップキックで奇襲するが宮本は難なくこれをかわし、倒れこんだ蟹K★INGにヘッドロックを極めながら覆面を剥ぎ取り、強烈なサッカーボールキックを顔面に連発、水平チョップを喉元に叩き込み、明らかに受身が取れない角度でパイルドライバー、DDT、垂直落下式ブレーンバスターと畳み掛け、最後はボストンクラブでギブアップを奪う一方的な試合となった。
宮本は「プロレスは明るく楽しい試合だけじゃなく、激しく戦うものである事を教える為であった」とマイクパフォーマンスで述べていたが、試合後の蟹K★INGの顔面は無残に腫れ上がる、凄惨なシュートマッチとなった。
2018年1月28日のブロック・レスナー対ブラウン・ストローマン対ケイン
ロイヤルランブルメインイベントのWWEユニバーサル王座トリプルスレット戦で合序盤、ストローマンの膝がレスナーの右耳に大きくあたった直後にレスナーが怒ったのか、強烈な右フックのカウンターをストローマンに見舞った。WWEでは通常顔面への打撃は事故を除いて禁止されているのだが、大変珍しいかつPPV放送ということもあり、実況陣は放送中何度もリプレイした。その後は特に両者目立ったことはなく、レスナーがケインにF5を見舞って勝利した。

### ストーリー破り
カーテンコール事件
1996年5月19日、WWFの興行でバックステージの派閥グループクリックのメンバーが行ったストーリー破り。この事件当時スコット・ホールとケビン・ナッシュはWWFを離れてライバル団体のWCWに移籍することが決まっていた。この日のメインイベントで、ベビーフェイスのショーン・マイケルズは、ヒールのナッシュとのケージマッチを戦った。試合が終わるとすぐに、リングに上がったホールはマイケルズを抱擁した。ここまでは、両者ともにベビーフェイスであったため問題がなかった。しかしその後、マイケルズはリング上に横たわっていたナッシュにキスし、アンダーカードでヒールとして試合をしたハンター・ハースト・ヘルムスリー（トリプルH）もリングにやってきてマイケルズやホールとハグを交わした。最終的には敗れてマットに倒れていたナッシュも加わり、4人で観客に向けて "カーテンコール" を行った。
彼らのカーテンコールの行動は、当時、ベビーフェイスとヒールの関係は現実のもので彼らはリングの外においても友人ではないという幻想を維持したいと考えていたWWF首脳陣を憤慨させた。さらにWWF経営陣は、この興行をカメラで撮影していたファンがいたことを予期していなかった。この撮影テープは、翌年の1997年10月6日のロウ・イズ・ウォーで、マイケルズとヘルムスリーが、ビンス・マクマホンを怒らせる意図でストーリーライン上で使用された。マイケルズは当時WWF王者で、団体のトップスターの1人であったために罰せられなかった。ホールとナッシュはすぐにWCWに去ったため、残ったヘルムスリー1人だけに罰が下され、メインイベントのタイトルマッチを外されて前座の試合でジョバー役を回されるようになった。しかし彼は、この5ヶ月後にはWWF・IC王座を手に入れる。
モントリオール事件
1997年11月9日のWWFの特番サバイバー・シリーズでのブレット・ハート対ショーン・マイケルズのWWF王座を賭けた試合で起こったストーリー破り。通常セメントマッチ及びストーリー破りは試合中にレスラーが行うものであるが、当事件は「団体側による」ストーリー破り（スキャンダルに巻き込むことでストイックなブレットの商品価値を落とそうと企んだ）という点が特徴。事件の衝撃は大きく、絶対的な悪名を得たチェアマンのビンス・マクマホンとそれには歯向かう荒くれ者スティーブ・オースチンの抗争をはじめとするアティテュード路線がさらに推し進められることとなり、後のアメリカプロレス史に大きな影響を与えた。